# Карлссон, Кент
Кент Ка́рлссон (швед. Kent Karlsson; 25 ноября 1945, Арбуга, Швеция) — шведский футболист и футбольный тренер. Выступал на позиции защитника. Участник двух чемпионатов мира, 1974 и 1978 годов. Лучший футболист Швеции 1975 года.

## Карьера

### В сборной
В сборной Швеции Кент Карлссон дебютировал 25 июня 1973 года, выйдя на замену в товарищеском матче со сборной Бразилии, завершившимся сенсационной победой шведской сборной со счётом 1:0. В 1974 году Карлссон в составе сборной принял участие в чемпионате мира 1974 года, на котором сыграл во всех шести матчах своей сборной. Своё последнее выступление за сборную Карлссон провёл в товарищеском матче со сборной Исландии 20 июля 1977 года, тот матч завершился победой шведов со счётом 1:0. Несмотря на это в 1978 году Карлссон был включён в заявку шведской сборной на чемпионат мира, где не сыграл ни одной минуты. Всего же за сборную Швеции Кент Карлссон провёл 38 матчей.
| №  | Дата             | Соперник          | Счёт | Голы | Турнир                    |
| 1  | 25 июня 1973     | Бразилия          | 1:0  | -    | Товарищеский матч         |
| 2  | 8 июля 1973      | Финляндия         | 1:1  | -    | Товарищеский матч         |
| 3  | 11 июля 1973     | Исландии          | 1:0  | -    | Товарищеский матч         |
| 4  | 5 августа 1973   | СССР              | 0:0  | -    | Товарищеский матч         |
| 5  | 29 августа 1973  | Финляндия         | 2:1  | -    | Товарищеский матч         |
| 6  | 29 сентября 1973 | Италия            | 0:2  | -    | Товарищеский матч         |
| 7  | 11 ноября 1973   | Мальта            | 2:1  | -    | Отборочный матч к ЧМ 1974 |
| 8  | 27 ноября 1973   | Австрия           | 2:1  | -    | Отборочный матч к ЧМ 1974 |
| 9  | 1 мая 1974       | ФРГ               | 0:2  | -    | Товарищеский матч         |
| 10 | 9 июня 1974      | Швейцария         | 0:0  | -    | Товарищеский матч         |
| 11 | 15 июня 1974     | Болгария          | 0:0  | -    | Чемпионат мира 1974       |
| 12 | 19 июня 1974     | Нидерланды        | 0:0  | -    | Чемпионат мира 1974       |
| 13 | 23 июня 1974     | Уругвай           | 3:0  | -    | Чемпионат мира 1974       |
| 14 | 26 июня 1974     | Польша            | 0:1  | -    | Чемпионат мира 1974       |
| 15 | 30 июня 1974     | ФРГ               | 2:4  | -    | Чемпионат мира 1974       |
| 16 | 3 июля 1974      | Югославия         | 2:1  | -    | Чемпионат мира 1974       |
| 17 | 8 августа 1974   | Норвегия          | 2:1  | -    | Товарищеский матч         |
| 18 | 4 сентября 1974  | Нидерланды        | 1:5  | -    | Товарищеский матч         |
| 19 | 13 октября 1974  | Чехословакия      | 0:4  | -    | Товарищеский матч         |
| 20 | 30 октября 1974  | Северная Ирландия | 0:2  | -    | Отборочный матч к ЧЕ 1976 |
| 21 | 16 апреля 1975   | Шотландия         | 1:1  | -    | Товарищеский матч         |
| 22 | 19 мая 1975      | Алжир             | 4:0  | -    | Товарищеский матч         |
| 23 | 4 июня 1975      | Югославия         | 1:2  | -    | Отборочный матч к ЧЕ 1976 |
| 24 | 30 июня 1975     | Норвегия          | 3:1  | -    | Отборочный матч к ЧЕ 1976 |
| 25 | 13 августа 1975  | Норвегия          | 2:0  | -    | Отборочный матч к ЧЕ 1976 |
| 26 | 3 сентября 1975  | Северная Ирландия | 2:1  | -    | Отборочный матч к ЧЕ 1976 |
| 27 | 25 сентября 1975 | Дания             | 0:0  | -    | Товарищеский матч         |
| 28 | 15 октября 1975  | Югославия         | 0:3  | -    | Отборочный матч к ЧЕ 1976 |
| 29 | 28 февраля 1976  | Тунис             | 1:1  | -    | Товарищеский матч         |
| 30 | 2 марта 1976     | Алжир             | 2:0  | -    | Товарищеский матч         |
| 31 | 28 апреля 1976   | Австрия           | 0:1  | -    | Товарищеский матч         |
| 32 | 11 мая 1976      | Дания             | 1:2  | -    | Товарищеский матч         |
| 33 | 1 июня 1976      | Финляндия         | 2:0  | -    | Товарищеский матч         |
| 34 | 16 июня 1976     | Норвегия          | 2:0  | -    | Отборочный матч к ЧМ 1978 |
| 35 | 11 августа 1976  | Финляндия         | 6:0  | -    | Товарищеский матч         |
| 36 | 22 сентября 1976 | Норвегия          | 2:3  | -    | Товарищеский матч         |
| 37 | 9 октября 1976   | Швейцария         | 2:1  | -    | Отборочный матч к ЧМ 1978 |
| 38 | 20 июля 1977     | Исландия          | 1:0  | -    | Товарищеский матч         |

Итого: 38 матчей; 18 побед, 8 ничьих, 12 поражений.

## Достижения

### Командные
«Отвидаберг»
- Чемпион Швеции (2): 1972, 1973
- Серебряный призёр чемпионата Швеции (2): 1970, 1971
- Чемпион второго дивизиона Швеции: 1967
- Обладатель Кубка Швеции (2): 1970, 1971
- Финалист Кубка Швеции: 1973

### Тренерские
«Норрчёпинг»
- Серебряный призёр чемпионата Швеции (2): 1987, 1989
- Обладатель Кубка Швеции: 1988

 «Люнгбю»
- Чемпион Дании: 1991/92

 «Копенгаген»
- Бронзовый призёр чемпионата Дании: 1997/98

### Личные
- Футболист года в Швеции: 1975